# Past Times with Good Company
«Past Times With Good Company» — первый концертный альбом группы Blackmore's Night, вышедший в  2002 году. В диск вошли записи с двух концертов — Гроненбург (Голландия) и Нью-Йорк (США).

## Список композиций
CD 1:
1. Shadow of the Moon (10:56)
2. Play Minstrel Play (04:34)
3. Minstrel Hall (05:43)
4. Past Time with Good Company (07:04)
5. Fires at Midnight (12:28)
6. Under a Violet Moon (05:01)
7. Soldier of Fortune (04:21)

CD 2:
1. 16th Century Greensleeves (04:44)
2. Beyond the Sunset (05:28)
3. Morning Star (06:09)
4. Home Again (06:32)
5. Renaissance Faire (05:07)
6. I Still Remember (07:03)
7. Durch den Wald zum Bachhaus (03:11)
8. Writing on the Wall (06:00)

### Limited Edition Bonus tracks
1. Fires at Midnight (Acoustic) (09:50)
2. Home Again (Greek) (05:17)

### USA Bonus tracks
1. Fires at Midnight (Live Acoustic) (09:50)
2. Mid Winter’s Night (Live Acoustic) (04:45)

### Japan Bonus tracks
1. Memmingen (Live Acoustic)

## Участники записи
- Ричи Блэкмор — электрогитара, акустическая гитара, мандолина, мандола, харди-гарди
- Candice Night — вокал, тамбурин, духовые инструменты
- Sir Robert of Normandie (Боб Куриано) — бас, ритм-гитара, бэк-вокал
- Carmin Giglio — клавишные, бэк-вокал
- Squire Malcolm of Lumley — ударные
- Kevin Dunne — ударные на 16th Century Greensleeves
- Lady Rraine — бэк-вокал
- Chris Devine — скрипка, мандолина